# Tillandsia restrepoana
Tillandsia restrepoana är en gräsväxtart som beskrevs av Éduard-François André. Tillandsia restrepoana ingår i släktet Tillandsia och familjen Bromeliaceae. Inga underarter finns listade i Catalogue of Life.